# Plaid
Pour les articles homonymes, voir Plaid (homonymie).
Aux époques mérovingienne et carolingienne, un plaid (d muet, du latin placitum) est une cour publique ou une assemblée où un souverain, ou un comte le représentant, prend conseil auprès d'aristocrates, appelés barons ou vassaux sur les affaires de son État ou de son domaine. Le plaid organisé par le roi ou l'empereur disparaît après Charles II le Chauve, mais le terme continue d'être employé à la fin du Moyen Âge et à l'époque moderne.
Bien que très connu pour l'époque du haut Moyen Âge, on trouve trace du plaid dans le fonctionnement de l'Empire romain où le Sénat constitue un groupe d'aristocrates consultés par le souverain et qui donnent leurs approbations lors de chaque grande prise de décision.

## Époque mérovingienne
Le plaid mérovingien est une assemblée d'hommes libres que le souverain convoque au moins une fois par an souvent au printemps. Le « Champ de mars » était le nom donné aux grandes assemblées de guerriers à la suite de l'établissement du royaume des Francs en Gaule à la fin du Ve siècle et au début du VIe siècle. Elles se tenaient en mars, d'où leur nom. En 755, Pépin le Bref décida de transférer ces assemblées en mai, et elles prirent le nom de « Champ de mai ». Si les décisions stratégiques peuvent y être, le roi peut aussi y aborder des sujets d'intérêt général comme une nouvelle loi ou procéder au jugement d'un aristocrate

## Époque carolingienne
À l'époque carolingienne se tenaient chaque année deux plaids. Un plaid en octobre réunissait sous forme restreinte les principaux conseillers, qui discutaient de l'ensemble des questions pour l'année à venir ; les délibérations avaient lieu à huis clos et les décisions étaient tenues secrètes. En mai se tenait un plaid général (placitum generale) ; l'empereur réunissait les proceres et les praesules, c'est-à-dire ses vassaux, les comtes et les principaux évêques du royaume ; c'était une réunion très ouverte où les discussions avaient lieu d'après un ordre du jour fixé par le souverain, qui reprenait la liste arrêtée par le placitum d'octobre. Les décisions prises par les placita ne liaient pas l'empereur, mais les décisions prises par les Grands dans les placita avaient au contraire envers eux une force contraignante. Le placitum aboutissait à l'enregistrement des capitulaires qui lui étaient présentés, permettant de vérifier qu'ils étaient conformes au droit. Après Charlemagne, les placita ne sont plus de simples auxiliaires du pouvoir : les Grands ont une influence de plus en plus importante dans l'élaboration des capitulaires ; dès lors, ils viennent aux placita generalia pour défendre leurs intérêts personnels. 
Temps fort de communication, le plaid est l'occasion pour le monarque de manifester son énergie dans un discours (l’admonitio generalis) pour faire adhérer les grands du royaume à ses décisions.
Pour le royaume de Bourgogne, Alexandre Pahud a publié six placita rodolphiens (de juillet 908 à juin 1006), analysant les procédures, le rôle du souverain, les compétences du tribunal et les modes de validation des actes.

## Époque moderne
Les affaires traitées étant parfois de l'ordre de la justice royale, le terme de plaid a très vite signifié une cour de justice locale (les plaids généraux), où l'on plaide son droit, et où l'on demande réparation contre un tiers, sous l'égide du comte, ou d'un seigneur.
Le terme était employé au pluriel : on parle des « plaids » d'une seigneurie dans une communauté d'habitants. Cette assemblée se tenait dans l'aula de la demeure seigneuriale, et réunissait les tenants ou tenanciers, propriétaires officiels des tenures composant une seigneurie (c'est-à-dire ceux qui rendaient l'hommage). Dans les petites seigneuries, les tenanciers désignaient parmi eux un prévôt chargé de faire exécuter les décisions de l'assemblée, conformément au droit coutumier local.
Par la suite, le terme de plaid est utilisé à propos de la réunion (simple assemblée ou audience) des habitants d'une communauté, à la demande du seigneur, chaque année. On tenait alors des « plaids banaux » ou « plaids annaux ».
Les archives départementales de quelques départements ont quelquefois conservé les procès-verbaux de ces plaids. Ils renseignent précieusement sur la vie des campagnes, en particulier pour les XVIIe et XVIIIe siècles.

## Chefs plaids
Dans la seigneurie de Sercq (Îles Anglo-Normandes), les plaids ont conservé la description ci-dessus jusqu'en 1922, date à laquelle ont été ajoutés des députés élus. Depuis 2008, tous les membres des Chefs plaids sont élus. L'assemblée de droit féodal a progressivement pris la forme d'une assemblée représentative et d'organe de gouvernement insulaire sous l'autorité du seigneur de Sercq. Elle est devenue une assemblée presque entièrement élue (28 sièges sur 30) : ses membres (outre le seigneur) ont le titre de « sieur » ou « dame » devant leur nom.